# HSF2BP
HSF2BP (англ. Heat shock transcription factor 2 binding protein) – білок, який кодується однойменним геном, розташованим у людей на довгому плечі 21-ї хромосоми. Довжина поліпептидного ланцюга білка становить 334 амінокислот, а молекулярна маса — 37 645.
| 10         |  | 20         |  | 30         |  | 40         |  | 50         |
| ---------- |  | ---------- |  | ---------- |  | ---------- |  | ---------- |
| MGEAGAAEEA |  | CRHMGTKEEF |  | VKVRKKDLER |  | LTTEVMQIRD |  | FLPRILNGEV |
| LESFQKLKIV |  | EKNLERKEQE |  | LEQLKMDCEH |  | FKARLETVQA |  | DNIREKKEKL |
| ALRQQLNEAK |  | QQLLQQAEYC |  | TEMGAAACTL |  | LWGVSSSEEV |  | VKAILGGDKA |
| LKFFSITGQT |  | MESFVKSLDG |  | DVQELDSDES |  | QFVFALAGIV |  | TNVAAIACGR |
| EFLVNSSRVL |  | LDTILQLLGD |  | LKPGQCTKLK |  | VLMLMSLYNV |  | SINLKGLKYI |
| SESPGFIPLL |  | WWLLSDPDAE |  | VCLHVLRLVQ |  | SVVLEPEVFS |  | KSASEFRSSL |
| PLQRILAMSK |  | SRNPRLQTAA |  | QELLEDLRTL |  | EHNV       |  |            |

A: Аланін

C: Цистеїн

D: Аспарагінова кислота

E: Глутамінова кислота

F: Фенілаланін

G: Гліцин

H: Гістидин

I: Ізолейцин

K: Лізин

L: Лейцин

M: Метіонін

N: Аспарагін

P: Пролін

Q: Глутамін

R: Аргінін

S: Серин

T: Треонін

V: Валін

W: Триптофан

Задіяний у такому біологічному процесі, як альтернативний сплайсинг. 
Локалізований у цитоплазмі.